# 다치카와 육군항공정비학교
일본 다치카와 육군항공정비학교(日本 立川陸軍航空整備学校)는 일본 제국 도쿄시 소재 일본 제국 육군의 병과학교였다. 1943년 8월 1일부터 1945년 8월 23일까지 운영되었다.